# Alter Ego (álbum de Lisa)
Alter Ego es el álbum debut de la cantante, bailarina y rapera Lisa (cantante), miembro actual de Blackpink. El álbum fue lanzado el 28 de febrero del 2025 siendo el primero proyecto como solista bajo la discográfica RCA Records con la licencia de su propia empresa Lloud.